# MacDraw
MacDraw est un logiciel de dessin vectoriel apparu avec les premiers Macintosh en 1984.